# (4569) Baerbel
(4569) Baerbel est un astéroïde de la ceinture principale.

## Description
(4569) Baerbel est un astéroïde de la ceinture principale. Il fut découvert le 15 avril 1985 à l'Observatoire Palomar par Carolyn S. Shoemaker. Il présente une orbite caractérisée par un demi-grand axe de 2,59 UA, une excentricité de 0,06 et une inclinaison de 14,5° par rapport à l'écliptique.

## Compléments